# Tibetans
Els tibetans (en tibetà, བོད་པ་) són els membres d'un grup ètnic nadiu del Tibet. S'estima que n'hi ha 6 milions i mig. També hi ha minories significatives de tibetans que viuen fora de la Regió Autònoma del Tibet (RAT), a la Xina, així com a l'Índia, al Nepal i Bhutan.
Els tibetans parlen llengües tibètiques; tenen una gran varietat de llengües que tenen intel·ligibilitat mútua entre si. L'explicació tradicional o mitològica de l'origen dels tibetans és que són descendents de l'humà Pha Trelgen Changchup Sempa i de l'ogre de pedra Ma Drag Sinmo. La majoria dels tibetans practiquen el budisme tibetà, tot i que alguns professen la religió indígena bön. El budisme tibetà influencia l'art, el teatre i l'arquitectura tibetana, i la geografia del Tibet ha influït la seva medicina i cuina.

## Demografia
Segons el cens del 2010, hi ha 6,2 milions de tibetans que viuen a la Regió Autònoma del Tibet i a les prefectures autònomes de la Xina. L'Ethnologue del 2009 diu que hi ha 189.000 tibetanoparlants que viuen a l'Índia, 5.280 al Nepal i 4.800 a Bhutan. El Llibre Verd de l'Administració central tibetana (Govern tibetà a l'exili) afirma que hi ha 145.150 tibetans que viuen a fora el Tibet: pocs més de 100.000 a l'Índia, 16.000 al Nepal, més de 1.800 al Bhutan i més de 25.000 en altres llocs del món. Hi ha comunitats tibetanes als Estats Units, Austràlia, Canadà, Costa Rica, França, Mèxic, Noruega, Taiwan, Suïssa i al Regne Unit.
És molt difícil calcular el nombre exacte dels tibetans que existeixen, ja que la qüestió depèn de la definició de l'abast del Tibet. La zona que demana l'Administració central tibetana és més gran que la que diu que té el govern xinès. A més a més, l'administració tibetana no havia fet cap cens oficial en el seu territori a la dècada del 1950.
El govern de la Regió Autònoma del Tibet afirma que l'augment del nombre de tibetans es deu a l'augment de la qualitat de vida per les reformes fetes pel govern xinès. Segons fonts xineses, el nombre de morts de dones en l'embaràs va disminuir molt, així com la mortalitat infantil, al mateix temps que l'esperança de vida dels tibetans va augmentar significativament.

## Llengua
El tibetà és una de les llengües tibètiques que són intel·ligibles entre si. L'estàndard és el dialecte de Lhasa, però hi ha moltes altres llengües que són de la mateixa família i que parlen els tibetans, com el kham.

## Característiques físiques

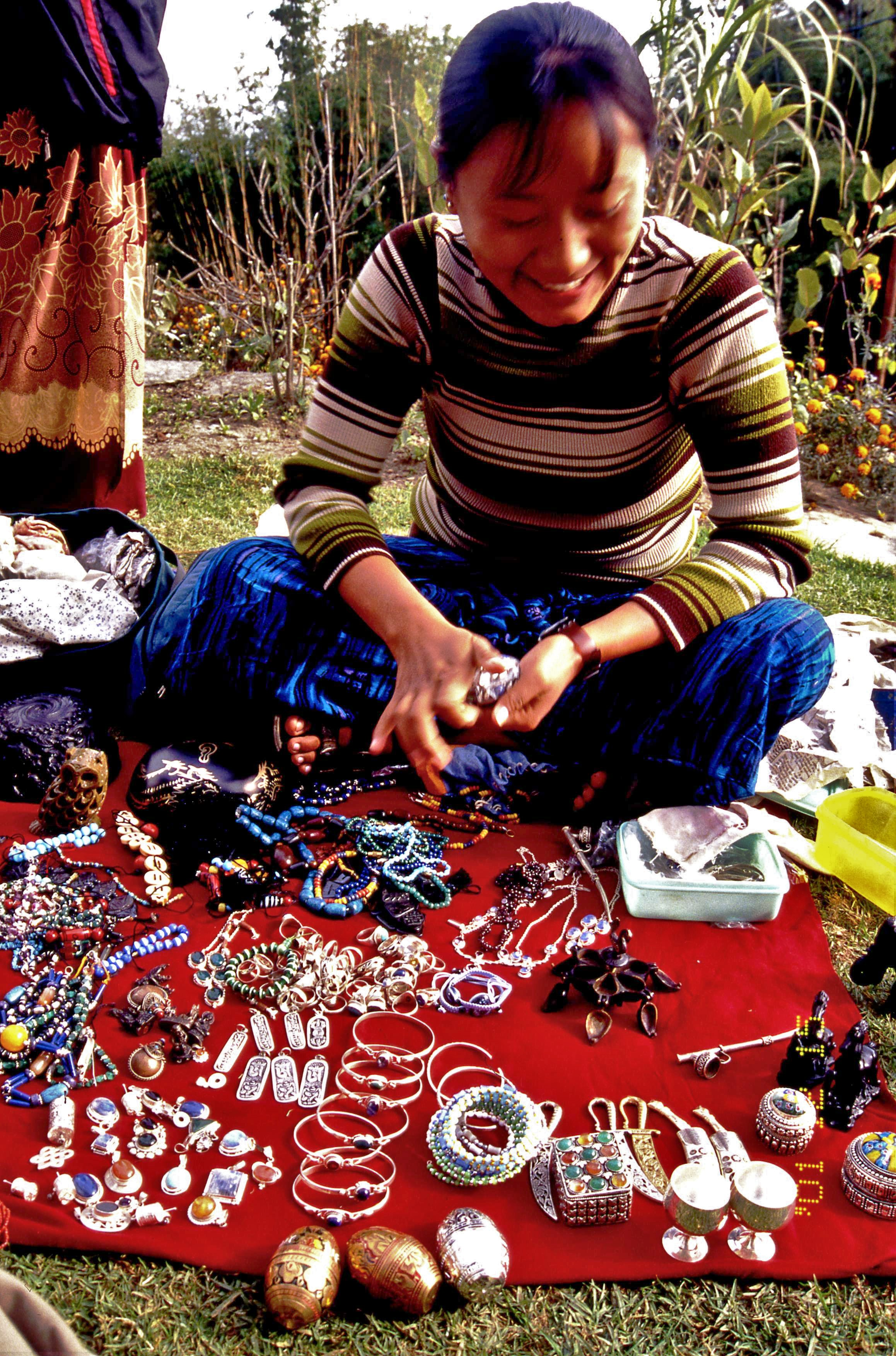
Venedora tibetana al Nepal

El fenotip dels tibetans és divers. Hi ha investigacions recents que investiguen la capacitat del metabolisme dels tibetans per a funcionar de manera normal en entorns més alts dels 4.400 metres per damunt del nivell del mar, en què hi ha una deficiència d'oxigen important, que mostren que, malgrat que els tibetans que viuen en altituds elevades tenen més oxigen a la sang que les altres persones, tenen deu vegades més d'òxid nítric i que el flux sanguini que tenen a l'avantbraç dobla el que tenen les persones que viuen en altituds baixes. L'òxid nítric provoca la dilatació dels vasos sanguinis i permet que la sang flueixi més lliure cap a les extremitats i ajuda que s'alliberi l'oxigen als teixits. Aquest i altres avantatges de la funció fisiològica a gran alçada s'ha atribuït a una mutació del gen EPAS1 entre els tibetans.

## Orígens
Segons la mitologia tibetana, els tibetans descendeixen del matrimoni entre el monjo Pha Trelgen Changchup Sempa i l'ogressa Ma Drag Sinmo.
Un estudi del 2010 sobre la variació del genotip tibetà suggereix que la majoria genètica podria haver divergit dels han al voltant de fa uns 3.000 anys. De tota manera, altres estudis diuen que el Tibet ja tenia població humana molt abans i aquests pobladors antics podrien haver contribuït a la genètica dels tibetans. Caldria altres estudis genètics i antropològics per a aclarir la història de l'assentament humà del Tibet.
En gairebé totes les poblacions humanes de l'Àsia central i del l'Àsia nord-oriental al sud de la frontera russa, hi ha el haplogrup D-M174, tot i que generalment és més baix del 2%, però aquest augmenta dramàticament en aproximar-se a l'altiplà de Qinghai-Tibet de la Xina occidental. El fenotip D-M174 també es troba en freqüències altes entre els japonesos. Tot i això, els coreans i els xinesos el tenen en molt baixa freqüència.
Hi ha una afirmació "romàntica" que afirma que els navahos nord-americans i els tibetans estan relacionats, que no ha trobat suport en els estudis genètics. Hi ha un estudi genètic sobre els seus orígens que ha indicat que els cromosomes tibetans tenen múltiples orígens: de l'Àsia central i d'Àsia oriental.

## Cultura

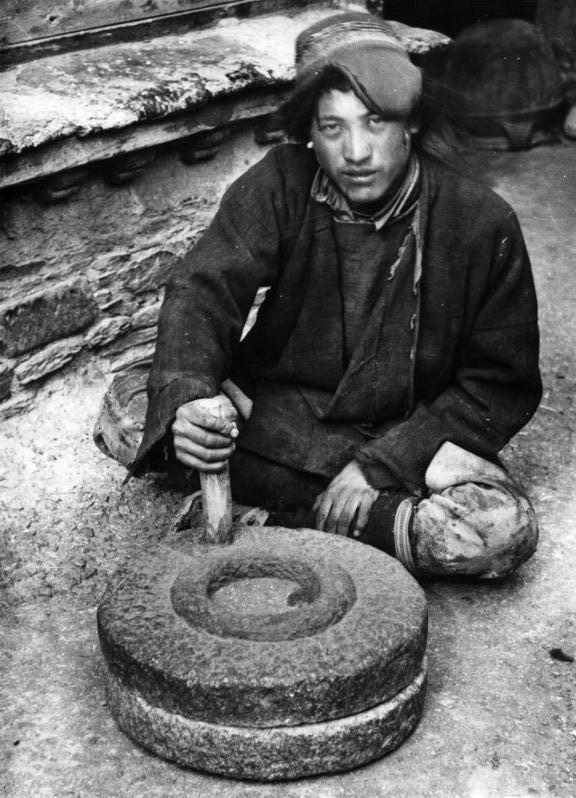
Noi utilitzant la pedra quern.

La cultura dels tibetans és molt rica. Els festivals tibetans com el Losar (any nou tibetà), el Shoton, el Linka i el Bathing tenen fortes arrels en la religió pròpia i també contenen influències estrangeres. Cada persona participa en el festival Bathing tres vegades en la seva vida: al naixement, matrimoni i mort.

### Vestuari i aparença

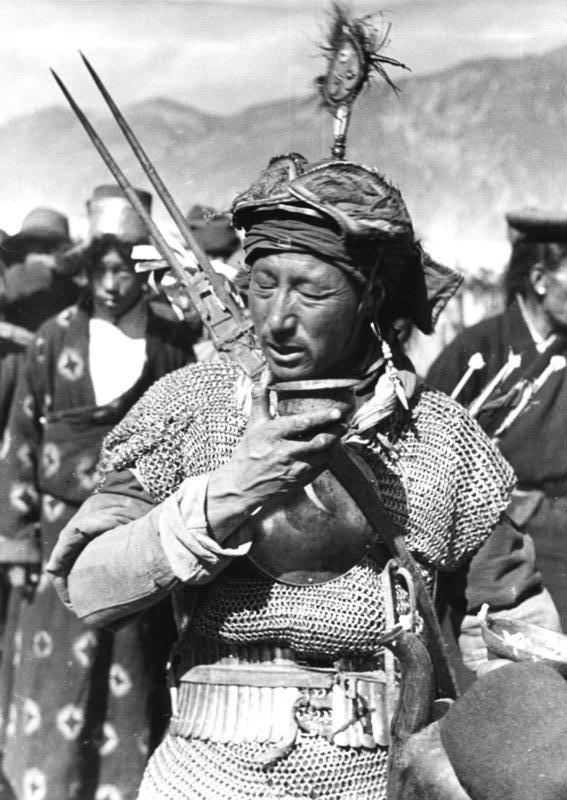
Guerrer tibetà amb un ausberg reforçat per una armadura de disc

La majoria dels tibetans porten els cabells llargs, tot i que en els últims temps, a causa de la influència xinesa, alguns el porten curt. Les dones es trenen els cabells en dues cues i les noies només tenen una sola cua.
A causa del clima fred del Tibet, els homes i les dones porten vestits llargs i gruixuts (chuba). Els homes n'utilitzen una versió més curta amb els pantalons a sota. L'estil de roba varia segons la regió. Els nòmades porten roba gruixuda feta amb pells d'ovelles.

### Literatura
La literatura tibetana té elements religiosos, semiespirituals i seculars. Una de les seves obres més conegudes és l'Epopeia Gesar, la més llarga del món i que també ha arribat a Mongòlia i l'Àsia central. Les obres seculars més destacades són The dispute Between Tean and Chang (cervesa tibetana) i Khache Phalu's Advice.

## Costums de matrimoni
Tot i que la monogàmia és el sistema de matrimoni més extens entre els tibetans, en diverses zones es practica la poliàndria, en la qual una dona es pot casar amb diversos homes germans per tal d'assegurar la indivisió de la propietat de la família i per proveir-ne la seguretat financera.

### Religió

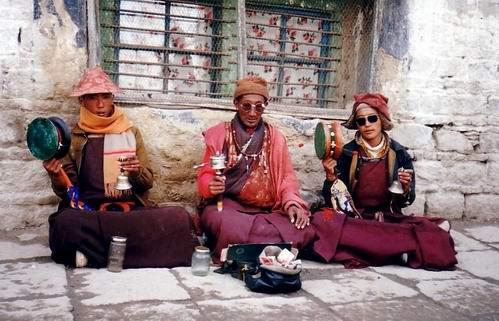
Tres monjos parlant en tibetà a Lhasa, 1993

La majoria dels tibetans són creients del budisme tibetà o d'una col·lecció de tradicions nadiues anomenades bön (que també han estat absorbides pel budisme tibetà). Hi ha una minoria de tibetans islàmics i cristians a l'est del Tibet i al nord-oest de Yunnan, a la Xina.
Segons les seves llegendes, el vint-i-vuitè rei del Tibet, Thothori Nyantsen, va somniar que un tresor sagrat cauria del cel contenint objectes religiosos, mantres i un sutra. De tota manera, com que l'escriptura tibetana no havia estat inventada, el text no s'hauria escrit o no es tenen notícies que s'hagi escrit. El budisme no va arribar al Tibet fins al regnat de Songtsän Gampo, que es va casar amb dues princeses budistes, Bhrikuti del Nepal i la princesa Wencheng de la Xina. Quan el rei Trisong Deutson va convidar Padmasambhava (el “segon buda”) que visités el Tibet, el budisme hi va esdevenir més important.
Avui en dia, es pot veure els tibetans col·locant pedres mani en llocs públics. Els lames tibetans budistes i böns juguen un rol cabdal en la vida dels tibetans, conduint cerimònies religioses i cuidant dels monestirs. Els peregrins planten banderes de pregàries en els terres sagrats com a símbol de bona sort.
La roda de l'oració és un mitjà per a simular el cant d'un mantra tot girant físicament l'objecte diverses vegades en el sentit de les agulles del rellotge. Per tal de no profanar objectes religiosos com els stupes, les pedres mani i els gompes, els budistes tibetans caminen al seu voltant en direcció cap a la dreta, encara que el sentit invers es fa servir en el bön.

### Art
L'art tibetà té molta base religiosa: des de les estàtues molt ben detallades de Gonpas fins a les màscares de fusta i els dissenys complicats de les pintures Thangka. L'art tibetà és present en tots els objectes i en tots els aspectes de la vida diària.
Les pintures thangka són un sincretisme entre les pintures índies i les nepaleses i kashmireses i va aparèixer al Tibet al voltant del segle viii. Són pintures rectangulars fetes en cotó o lli que normalment retraten motius tradicionals, religiosos, astrològics i teològics. Per tal que la pintura aguanti, s'hi afegeixen pigments orgànics i minerals.

### Teatre
L'òpera tradicional tibetana es coneix amb el nom d'Ache Ihamo ('germana de déu' o 'germana celestial' i consisteix en una combinació de danses, cants i cançons. El seu repertori es basa en la història tibetana i en contes tibetans.
L'òpera tibetana es va fundar al segle xiv per Thangthong Gyalpo, un lama i constructor de ponts. Ell i set noies que havia llogat van organitzar la primera actuació per obtenir fons per a la construcció de ponts que facilitarien el transport al Tibet. La tradició va continuar de manera ininterrompuda durant uns set-cents anys i les actuacions s'han celebrat en diversos festivals, com el Lingka i el Shoton. El tema de l'òpera normalment és un drama que s'explica amb una combinació de danses, cants i cançons. S'utilitzen màscares de colors per a identificar els caràcters; per exemple, el vermell es fa servir per a simbolitzar el rei i el groc els déus o els lames. L'actuació comença amb una primera part de purificació i benediccions. Llavors, un narrador canta el resum de la història i comença l'actuació. Al final de l'obra, hi torna a haver un altre ritual de benedicció. Moltes de les obres expliquen èpiques mítiques històriques escrites per lames sobre la reencarnació.

### Arquitectura

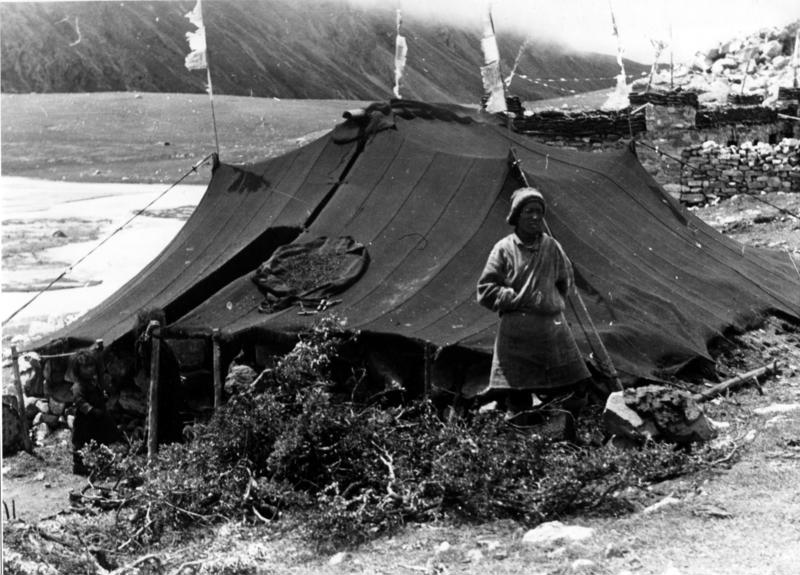
Nòmades tibetans i tenda, 1938

L'aspecte menys comú de l'arquitectura tibetana és que la majoria de les cases i monestirs estan construïts de manera elevada amb la porta de cara cap al sud. Normalment, els elements que utilitzen per a la construcció són roques, fusta, ciment i terra. Tenen poc combustible per a escalfar-se o il·luminar-se i els sostres plans de les edificacions estan dissenyats per a conservar la calor i hi ha moltes finestres per a aprofitar la llum natural del sol. Les parets estan inclinades cap a l'exterior, normalment 10 graus com a mesura de protecció contra els terratrèmols d'un país tant muntanyós. Les cases i edificis tenen els murs emblanquinats i els interiors estan bellament decorats.
El Palau Potala, amb 117 metres d'alçada i 360 metres d'ample, és considerat l'exemple més important de l'arquitectura tibetana. Antigament, era la residència del dalai-lama i conté més de mil habitacions en les quals hi ha tretze històries, retrats dels lames històrics i estàtues de Siddharta Gautama. Es divideix entre el Palau Blanc exterior, que serveix com a seu de la capital administrativa i els quarters vermells interiors, que alberguen la sala d'actes dels lames, capelles, 10.000 santuaris i una àmplia biblioteca d'escriptures budistes.

### Medicina
La medicina tibetana és una de les medicines més antigues del món. Utilitza més de dos mil tipus de plantes, quaranta espècies animals i cinquanta minerals. Una de les figures clau en el seu desenvolupament fou el destacat metge del segle xviii Yutok Yonten Gonpo, que va produir els quatre tantres mèdics integrant materials de les tradicions mèdiques de Pèrsia, Índia i Xina. Els tantres contenen 156 capítols en forma de Thangkes, que parlen sobre la medicina tibetana arcaica i les essències de medicines d'altres llocs.
Yuthok Yonten Gonpo, descendent de Yutok Yonten Gonpo, va acabar de consolidar la tradició mèdica tibetana afegint-hi divuit treballs mèdics. Un dels seus llibres inclou pintures sobre un os trencat. A més a més, va compilar un conjunt de dibuixos anatòmics d'òrgans interns.

### Cuina
La cuina tibetana reflecteix la rica herència del país, l'adaptació dels tibetans a les altes alçades i les restriccions culinàries religioses. L'ordi és el principal conreu tibetà. L'aliment bàsic dels tibetans és el tsampa, una massa feta de farina d'ordi. Aquesta es fa servir per a fer fideus o masses bullides anomenades momos. Els productes carnis que mengen principalment els tibetans són la cabra, el xai i el iac, normalment secs o cuinats en un estofat especiat amb patates. Al Tibet, es cultiven grans de mostassa, que són molt utilitzats en la seva cuina. De la llet del iac, se'n fa iogurt, mantega i formatges.